# Самон (Ајдахо)
Самон (енгл. Salmon) град је у америчкој савезној држави Ајдахо.

## Демографија
По попису из 2010. године број становника је 3.112, што је 10 (-0,3%) становника мање него 2000. године.
| Група             | 2000.         | 2010.         |
| Белци             | 2.982 (95,5%) | 2.944 (94,6%) |
| Афроамериканци    | 6 (0,2%)      | 8 (0,3%)      |
| Азијати           | 9 (0,3%)      | 20 (0,6%)     |
| Хиспаноамериканци | 68 (2,2%)     | 82 (2,6%)     |
| Укупно            | 3.122         | 3.112         |